# Gabriela Salgado
Gabriela de Jesus Thomas Salgado (* 20. Februar 1998 in Gauteng) ist eine südafrikanische Fußballspielerin.

## Karriere

### Vereine
Derzeit ist sie in ihrer Heimat beim JVW FC aktiv.

### Nationalmannschaft
Das erste bekannte Spiel von ihr, bei welchem sie im Trikot der südafrikanischen Nationalmannschaft zum Einsatz kam, war eine 0:3-Freundschaftsspielniederlage gegen Sambia. Bereits am 22. Januar 2017 war sie aber schon einmal für die Mannschaft nominiert worden, kam hier gegen Frankreich jedoch nicht zum Einsatz.
Am 23. Juni 2023 wurde sie für den finalen Kader bei der Weltmeisterschaft 2023 nominiert.

## Privates
Salgado ist mit der südafrikanischen Fußballspielerin Robyn Moodaly liiert.